# Adenozin
Adenozin je kemijski spoj, nukleozid, koji se sastoji od molekule adenina i šećera riboze povezanih β-N9-glikozidnom vezom.
Adenozin je važna molekula u mnogim biokemijskim procesima u ljudskom tijelu. Dio je važnih energetskih molekula adenozin monofosfata (AMP), adenozin difosfata (ADP) i adenozin trifosfata (ATP).
Adenozin se koristi u liječenju supraventrikularnih tahikardija, zato što svojim djelovanjem na A1 receptore uzrokuje zastoj u provođenju impulsa kroz srce, točnije djeluje na atrioventrikularni čvor.
Adenozin modulira mnoge fiziološke procese djelovanjem na svoje receptore. Poznata su četiri podtipa receptora za adenozin (A1, A2A, A2B i A3). Smatra se da adenozin preko svojih A2A receptora djeluje protupalno, a u središnjem živčanom sustavu djeluje inhibirajuće. 